# Venancio Diego Carro
Venancio Diego Carro (Ferreras de Abajo, província de Zamora, 29 de març de 1894 - Caleruega, 29 de març de 1972) fou un religiós i historiador espanyol, acadèmic de la Reial Acadèmia de Ciències Morals i Polítiques.

## Biografia
Va iniciar la seva formació als col·legis dominics de Caldas de Besaya (Cantàbria) i Caleruega (Burgos), i en 1909 va vestir l'hàbit novici a Padrón (La Corunya). Continuà la carrera eclesiàstica a Corias (Astúries) i en 1914 estudià dret i teologia a la Universitat de Salamanca.
En 1919 fou contractat com a professor de l'Orde dels Predicadors a Segòvia, el 1921 va anar a Madrid i el 1924 a Friburg (Suïssa)), on es va doctorar en teologia en 1926. Després va tornar al convent de Corias, on va donar classes de filosofia moral. De 1929 a 1931 va viure a Madrid, i de 1931 a 1939 fou professor de teologia mora i d'història de teologia a la Universitat Pontifícia de Sant Tomàs. Després de la guerra civil espanyola fou enviat com a superior al convent d'Atocha a Madrid i fou professor de religió a la Universitat Central de Madrid fins a 1946.
De 1947 a 1950 fou nomenat prior del convent de Santo Domingo el Real i encarregat de l'organització de l'Institut Històric Dominicà, cosa que li va donar un gran prestigi. El 1953 fou nomenat acadèmic de la Reial Acadèmia de Ciències Morals i Polítiques i el 1962 fou definidor de la província d'Espanya al Capítol General de l'Orde dels Predicadors.
Té un carrer dedicat a Ferreras de Abajo.

## Obres
- Domingo de Guzmán. Historia documentada (obra pòstuma). Madrid: Ope,1973. 820 p., LXXI láminas.
- Domingo de Soto y el derecho de gentes. Madrid: Bruno del Amo,1930. 206 p.
- Domingo de Soto y su doctrina jurídica. Estudio teológico jurídico e histórico. Precedido de una introducción biográfica de Vicente Beltrán de Heredia. 2ª ed. Salamanca: Edit. Biblioteca de Teólogos Españoles,1944. 544 p. Vol. XII.
- España en América... sin leyendas. Madrid: Libr. Ope,1963. 559 p.